# Kjebab
Jeden z użytkowników Wikipedii oznaczył tę stronę jako kwalifikującą się do natychmiastowego skasowania.
W najbliższym czasie administratorzy Wikipedii zweryfikują to zgłoszenie.
Jeśli nie zgadzasz się z oceną wikipedysty, wypowiedz się na stronie dyskusji. Autorów prosimy o zapoznanie się z informacjami o najczęstszych powodach usuwania artykułów.
Uzasadnienie: treść nieencyklopedyczna, patrz: pierwsze kroki
Administratorze! Pamiętaj, żeby przed skasowaniem artykułu sprawdzić linkujące, dyskusję i historię zmian (ostatnia zmiana wykonana przez Karol739).
Kamil ,,Kjebab'' Rafael Fercho- urodzony 22 lipca 2002 roku (22.07.02) (obecnie 23 lata) w Elblągu- województwo warmińsko-mazurskie. Uczęszczał do Technikum w Zespole Szkół Ekonomicznych i Ogólnokształcących (Technikum im. Flagi Polski).
Jeden z flagowych twórców internetowych, wizytówka początków polskiego YouTube 'a. Założyciel licznych kanałów, takich jak: ,,KJEBAB''(26 lipca 2017)- 304 tyś. widzów (główny kanał twórcy, pierwotna nazwa- ,,Keymol''), ,,KJEBAB GAMES''(1 lipca 2018)- 74,8 tyś. widzów, ,,BEKA Z ŻYCIA''(17 marca 2019)- 145 tyś. widzów. Współtwórca kanału ,,KPINA''(18 maj 2022)- 56,9 tyś. widzów, który tworzy wraz z ,,kropką308''(prawdziwe imię nieznane).
Zasłyną z topowych serii, takich jak: „W skrócie”, gdzie humorystycznie oraz parodystycznie tworzył animacje gier i seriali, „Dno dna”, gdzie publikował reakcje i humorystyczne treści.
Na jego kanałach najczęściej poruszaną tematyką jest:  streszczenia i komentarze do gier (np. FNAF, Poppy Playtime, Rick and Morty), animacje innych twórców, lekcje życia, wsparcie LGBT, streamy, podcasty i pandemia COVID‑19. 
Inspiracją do stworzenia pierwszego kanału był kanał ,,In a Nutshell''(9lipca 2013)- 24,4 mln. widzów. Tematyką jaką początkowo planował udostępniać było ,,comentery'' lecz z czasem pochłonęły go inne sposoby tworzenia contentu.
1. ↑  KJEBAB [online], YouTube [dostęp 2025-08-18].
2. ↑  KJEBAB [online], Polskie Animacje  Wiki [dostęp 2025-08-18].
3. ↑  KJEBAB GAMES [online], YouTube [dostęp 2025-08-18].
4. ↑  BEKA Z ŻYCIA [online], YouTube [dostęp 2025-08-18].
5. ↑  KPINA [online], YouTube [dostęp 2025-08-18].
6. ↑  Kropka308 [online], YouTube [dostęp 2025-08-18].
7. ↑  Kurzgesagt – In a Nutshell [online], YouTube [dostęp 2025-08-18].